# Threads
Threads е онлайн социална медия и услуга за онлайн социални мрежи, управлявана от Meta Platforms. Приложението предлага на потребителите възможността да публикуват и споделят текст, изображения и видеоклипове, както и да взаимодействат с публикации на други потребители чрез отговори, повторни публикации и харесвания. Тясно свързана с Meta платформата Instagram Threads допълнително изисква потребителите да имат акаунт в Instagram и да използват идентични на Instagram споменавания (тагвания), с което функционалността на Threads наподобява Twitter. Приложението е достъпно на устройства с iOS и Android, докато уеб версията предлага ограничена функционалност. Това е най-бързо развиващото се потребителско софтуерно приложение в историята, печелейки над 100 милиона потребители през първите си пет дни, надминавайки рекорда, поставен преди това от ChatGPT.
След придобиването на Twitter от Илон Мъск през октомври 2022 г. служителите на Meta проучват концепцията за въвеждане на текстова функционалност в Instagram. Тази функция, известна като Instagram Notes, е въведена през декември 2022 г. Впоследствие компанията започва да разработва отделно приложение, фокусирано върху текстови публикации. Разработката върху Threads – вътрешно известна като „Проект 92“ – започва през януари 2023 г., като платформата стартира официално на 5 юли 2023 г. Threads веднага става достъпна в 100 държави (от общо 193 държави членки на ООН), но забавя стартирането си в Европейския съюз, тъй като чака регулаторна яснота от Европейската комисия относно политиките за събиране на данни на услугата.